# عبدالرحیم نوربخش
عبدالرحیم نوربخش (زادهٔ ۱۳۳۳ در ارومیه) نمایندهٔ حوزهٔ انتخابیهٔ مهاباد در دورهٔ پنجم مجلس شورای اسلامی بوده‌است. وی پیش‌تر در دورهٔ چهارم نیز عضو این مجلس بود.